# Alebranus cordifer
Alebranus cordifer är en insektsart som beskrevs av Rauno E. Linnavuori 1959. Alebranus cordifer ingår i släktet Alebranus och familjen dvärgstritar. Inga underarter finns listade i Catalogue of Life.